# Национальный музей изящных искусств (Сантьяго)
Национальный музей изящных искусств  (исп. Museo Nacional de Bellas Artes) — художественный музей в Сантьяго (Чили).

## Музей и коллекция
Музей основан 18 сентября 1880 года под названием "Национальный музей художеств" и является старейшим музеем Южной Америки. С 1910 года размещается в специально построенном для него дворце, расположенном в парке Форесталь чилийской столицы. Здание музея построено в честь столетия независимости Чили по проекту франко-чилийского архитектора Эмиля Жекура. В апреле 1976 года здание музея признано историческим памятником Чили. В результате землетрясения 1985 года музею был нанесён серьёзный ущерб. Ремонт и реконструкция здания продолжалась три года.
В коллекции музея около трёх тысяч экспонатов, в том числе картины, скульптуры, рисунки и гравюры. Здесь представлены в основном работы чилийских художников, в числе которых Педро Лира, Альфредо Валенсуэла Пуэльма, Косме Сан-Мартин, Альберто Валенсуэла Льянос и Алехандро Сикарелли.
В то же время музей обладает значительным собранием работ известных зарубежных мастеров, в том числе испанских художников Франсиско де Сурбарана и Бартоломе Мурильо, французских художников Камиля Писсарро, Жана Батиста Коро, Шарля-Франсуа Добиньи, скульптуров Огюста Родена и Эмиля Антуана Бурделя.
В итальянской части коллекции находится около 60 картин, большая часть из которых написана в период с середины XIX до начала XX века (Пьетро Габрини, Джованни Больдини).
В музейной коллекции также есть несколько работ фламандских и голландских художников, в том числе работы Питера Пауля Рубенса, Якоба Йорданса, Корнелиса де Воса, Альберта Кейпа, Яна Вильденса и Адриана ван Остаде.
В музее находится небольшая коллекция из 46 какэмоно (свитков, выполненных чернилами или акварелью), подаренных китайским посольством в 1968 году, 15 фигурок из Чёрной Африки и 27 японских гравюр.

## Картины из коллекции музея

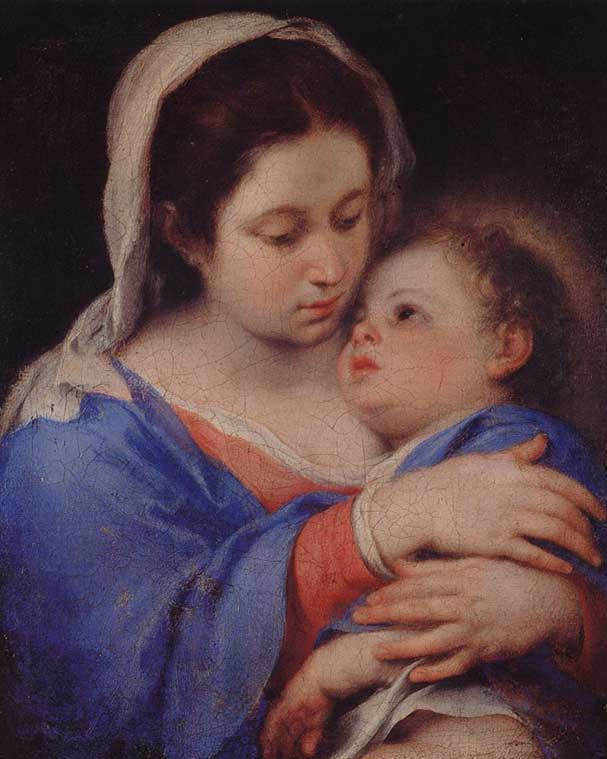
Бартоломе Мурильо, "Мадонна с младенцем"
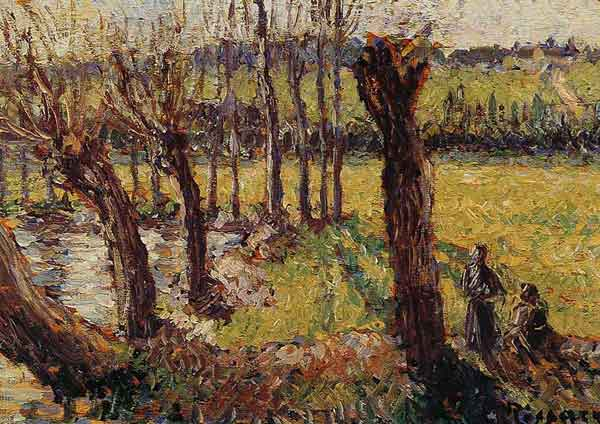
Камиль Писсарро, "Ивы зимой", 1891
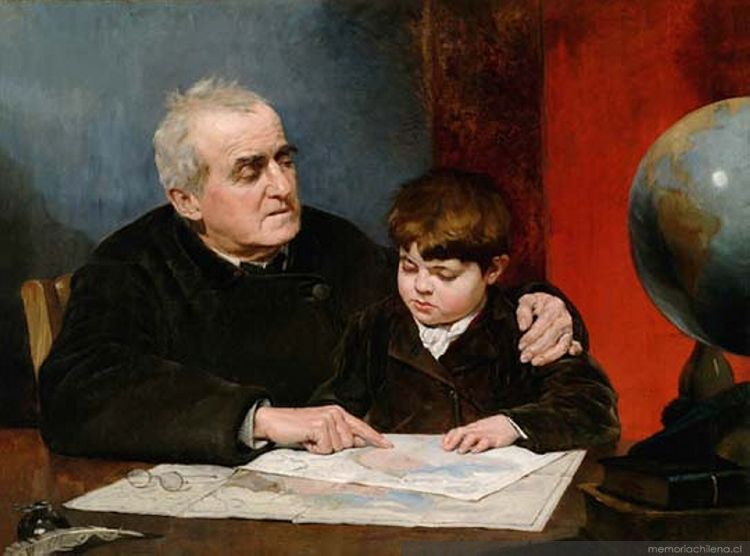
Альфредо Валенсуэла Пуэльма, "Урок географии"
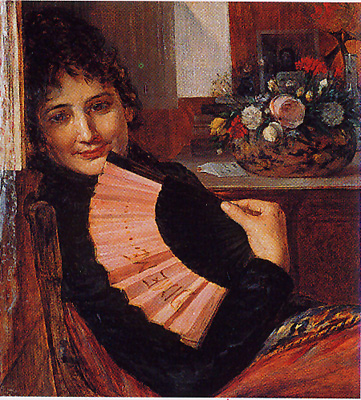
Альфредо Валенсуэла Пуэльма, "Кокетство "
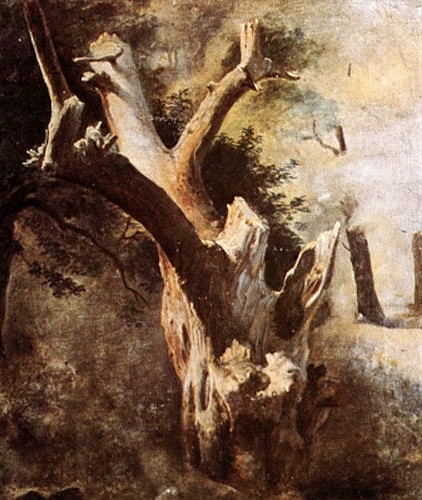
Алехандро Сикарелли, "Сухое дерево"
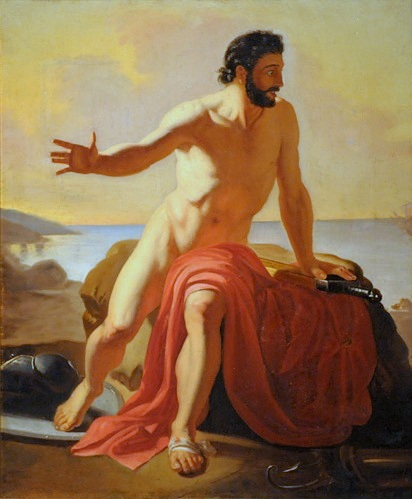
Алехандро Сикарелли, "Покинутый Филоктет"
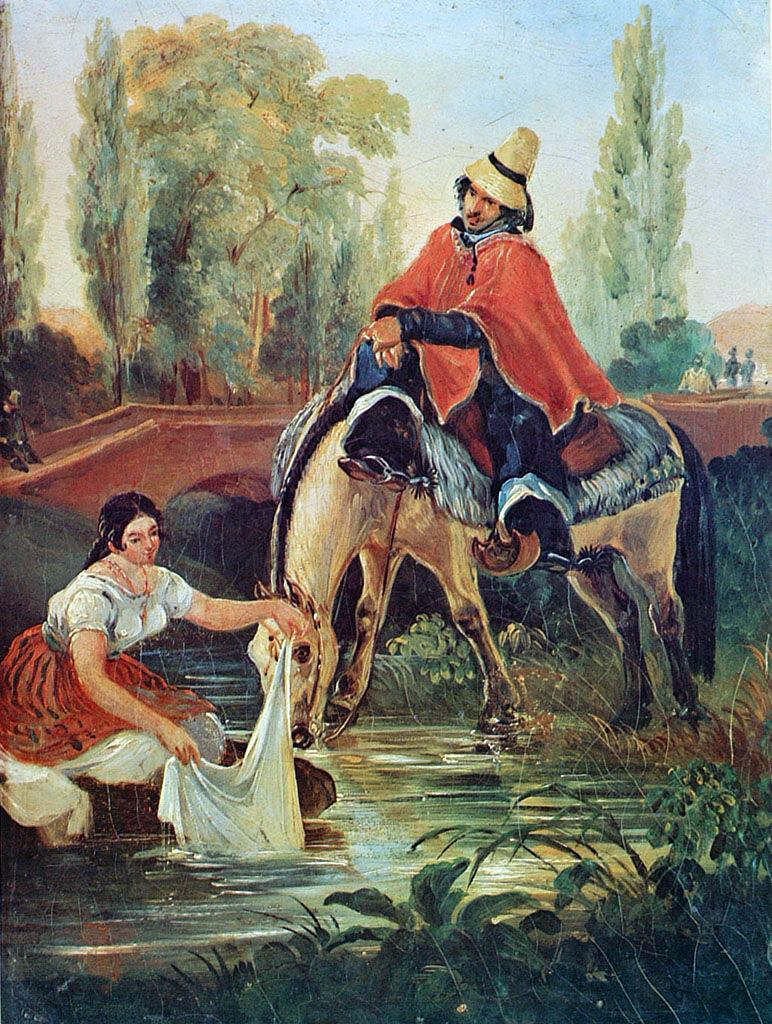
Йоганн Мориц Ругендас, "Гаучо и прачка"
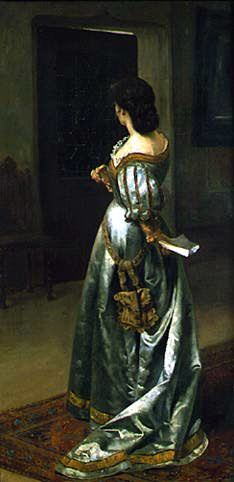
Педро Лира, "Любовное письмо"
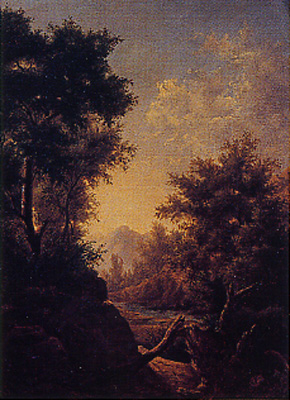
Педро Лира, "Пейзаж", 1871
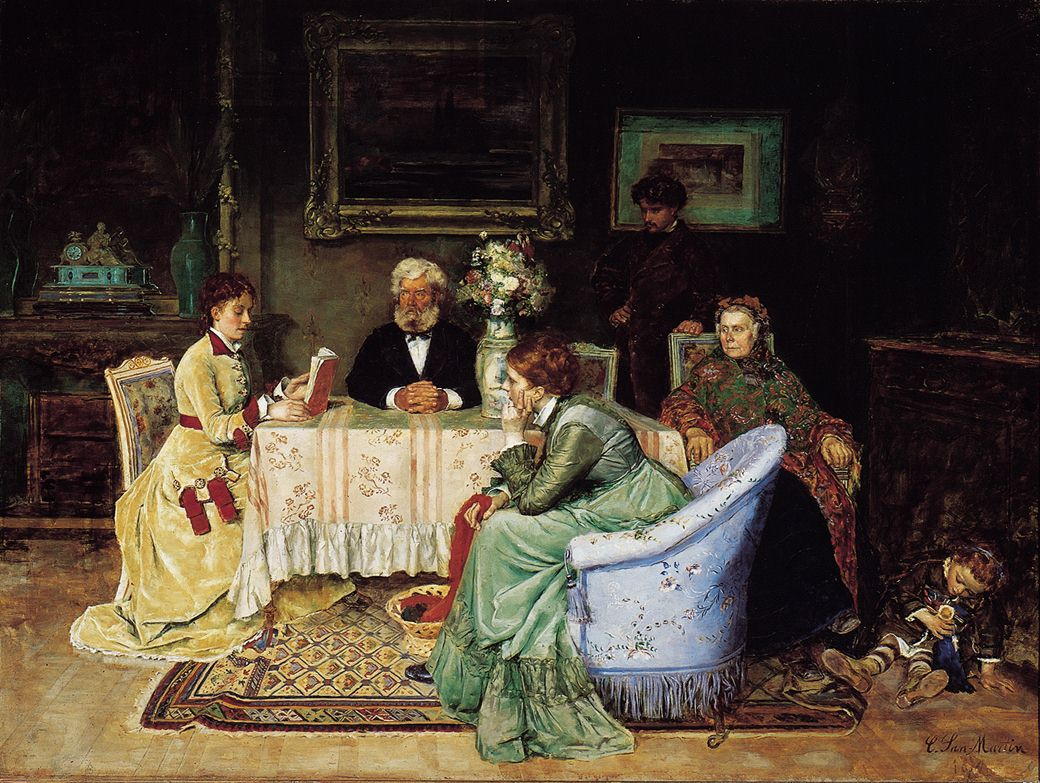
Косме Сан-Мартин, "Чтение", 1874
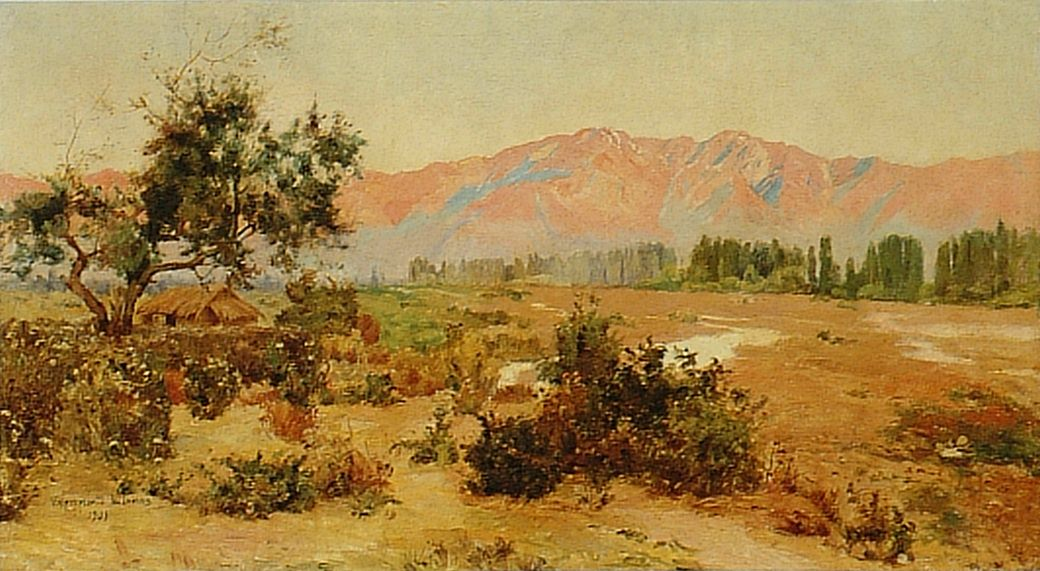
Альберто Валенсуэла Льянос, "Горный пейзаж", около 1901
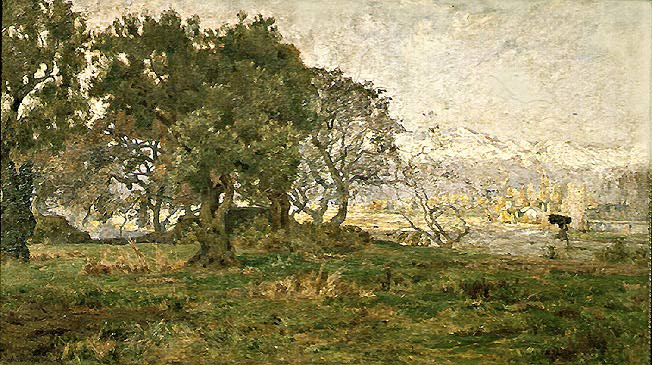
Альберто Валенсуэла Льянос, "Пейзаж"